# Колатор
Колатор (лат. collator, пол. kollator/kolator) — термін латинського походження, що вживався в давній польській мові для означення засновників римо-католицьких костелів.

## Історія
У давнину ним в звичаєвій мові означали тих, хто будував костел та опікувався його забезпеченням. Він не тільки сам, а і його нащадки отримували від костела право «представлення», тобто право вибору та представлення єпископу священика на вакантні в цьому костелі бенефіції, що й було правом коляції або ж патронату. У канонічному праві вони називалися патронами, оскільки колаторами за каноном могли бути тільки папа та єпископи. Сама по собі побудова костелу без призначення на неї патрона, тобто колатора не здійснювалася. Відповідно до повсюдного звичаю колатор під час урочистих процесій мав привілей супроводжувати священнослужителя під руку, зазвичай в пресвітерії костелу мав колаторську лавку, а під час богослужіння священик давав йому патену для цілування, хоча це й було заборонено Конгрегацією обрядів. З XIX ст. слово «колатор» у світському значенні практично перестає вживатися.